# Жундибаев, Абдихамит
Абдихамит (Габд ил хамит) Жундибаев (каз. Әбділхамит Жүндібаев; 29 марта 1893, а. Талсай Хобдинского района Актюбинской области — 1924, там же), один из деятелей Алашского движения, активный член торгайской группы Алашорды, публицист, переводчик.
Окончил уездную русско-казахскую школу в Оренбурге (1906), Оренбургское двухгодичное казахское педагогическое училище (1909). Работал селmcrbv учителем в Актюбинском уезде. С этого периода начал активно участвовать в политической жизни; опублазете в газете «Қазақ», которая выходила в Оренбурге, ряд статей, направленных против колониальной политики Российской империи. В 1917 году после Февральской революции активно участвовал в созыве Всеказахских съездов. Один из семи политических деятелей, подписавших вместе с А. Букейхановым программу о создании партии Алаш. В годы Гражданской войны вместе с М. Дулатовым, М. Есполовым, А. Кенжиным, С. Каратилеуовым работал в торгайской группе Алашорды. Участвовал в формировании Алашской милиции.